# 宫世臣
宮世臣（1907年—1952年），蒙古族，新疆省青塞特奇勒圖盟新土爾扈特部新右旗扎薩克親王、新土爾扈特盟盟長。民國37年（1948年）在蒙古巴圖塞特奇勒圖中路盟、烏拉恩素珠克圖四路盟、青塞特奇勒圖盟三盟合選區當選第一屆監察委員，不願應選，另選桑蓋活佛。

## 生平[4]
- 新土爾扈特盟末代親王宮世臣，是歷任親王中最有學問的一個。其人畢業於新疆簡易師範學校，曾任和靖縣小學校長、文化會主任等職。
- 民國11年，入省城蒙哈學校學習[5]。
- 民國28年，和靖縣立初級小學級任教員[6]
- 民國30年11月14日，由該族民眾開會討論親王襲爵問題，經眾推舉親王宗族宮世臣承襲王爵，省政府給予全年份爵俸大洋肆百元[7][8][9][10]。
- 民國34年3月24日，經新疆省政府委任為宣撫委員會委員[11]。
- 民國34年6月20日，任新疆省臨時參議會候補參議員[12]。
- 民國36年，國民大會代表選舉監督員[13]。
- 民國37年，新疆省政府顧問[14]。
- 民國37年2月18日，公選為監察院監察委員[15]。
- 宮親王襲爵時，所轄屬民已經極少，只有不到100餘戶，不足1000人。1943年，新疆孚遠縣喇嘛昭蒙民受蒙古人民共和国挑撥，2000多人逃到外蒙古，宮親王也被劫走，他不願叛離中國，中途伺機背印逃回新疆。當時的孚遠縣縣長孔慶文認為宮親王攜印歸來有功，上報新疆政府，省政府即委以省府委員職，將他安置在迪化市（今新疆维吾尔自治区乌鲁木齐市）。此后他雖有爵位，卻基本沒有了屬民，成為了名副其實的空頭王爺。到1949年時，能夠查找到的新土爾扈特盟蒙古人，僅在孚遠縣有100多戶。中華人民共和國成立後，他於1952年病逝。